# Scott Travis
Scott Travis (* 6. září 1961 Norfolk, Virginie) je americký bubeník britské heavymetalové skupiny Judas Priest a irské hardrockové skupiny Thin Lizzy.
Travis na začátku 80. let byl známý bubeníkem v místních kapelách v jihovýchodní Virginii. V polovině osmdesátých let se přestěhoval do Kalifornie, kde vystupoval také s různými kapelami jako je skupina Hawk, poté hrál v metalové kapele Racer X, kde hrál po boku kytaristy Paula Gilberta. Krátce působil v kapele Saints Or Sinners (později The Scream).
Travis jsi vždy přál a chtěl být bubeníkem Judas Priest. Jako teenager často myslel na to, že jsi postaví bicí na parkovišti před arénou Hampton ve Virginii v naději, že jsi ho kapela všimne, když skupina pojede svým tourbusem. Nakonec se rozhodl počkat v zadní části arény a předat Judas Priest kazetu se svou hrou na bicí. Jenže Dave Holland byl pořád stálým bubeníkem, takže k žádnému setkání nedošlo. Když Holland opustil Judas Priest v roce 1989, tak zpěvák a bubeník Jeff Martin se to dozvěděl od svého kamaráda Roba Halforda. Jeff zavolal Travisovi a řekl: "Hádej, kdo hledá bubeníka." Travis se okamžitě zúčastnil konkurzu na post bubeníka a stal se tak novým členem, tím se stal prvním ne-britským členem skupiny.
V roce 1990 nahrál své první album s Judas Priest s názvem Painkiller za který je široce uznávaný. Travis hrál také v Halfordově kapele Fight v letech 1992 až 1995. Na albu druhém albu skupiny Fight je spoluautorem písní Never Again, Small Deadly Space, Beneath the Violence a Acid Test.
Travis je z velké části zodpovědný za příchod zpěváka Tim "Ripper" Owens jako náhrada za Halforda v letech 1996 až 2003.
Travis napsal s Glennem Tiptonem jenom jednu píseň pro Judas Priest a to "Cyberface" na albu Demolition (2001).
Travis je ambidexterista (obouruký), dokáže hrát na hi-hat jak pravou rukou tak i levou.
V roce 2016 se stal členem irské rockové kapely Thin Lizzy.
V roce 2022 hrál na celém albu Horns for a Halo ve skupině svého kolegy a kamaráda Richieho Faulknera v Elegant Weapons.

## Vybavení
Travis používal od začátku bicí značky Tama až do roku 2007. Mezi lety 2007 a 2008 na turné Nostradamus hrál na bicí značky Pearl.
Pak mezi lety 2009 a 2010 začal používat značku DW Drums. Od roku 1987 používá činely značky Paiste. Hrál na bubenické blány značky Remo, ale v roce 2007 začal používat značku Evans. Dříve používal paličky značky Vic Firth (CMN Metal Nylon) a nyní používá paličky značky Vater (Colorwrap Rock).

### DW Drums
- 8" x 7" Tom
- 10" x 8" Tom
- 12" x 9" Tom
- 14" x 10" Tom
- 16" x 14" Floor Tom
- 18" x 16" Floor Tom
- 22" x 20" Bass Drum
- 22" x 20" Bass Drum

### činely Paiste

#### zleva doprava
- 19" Signature Reflector Heavy Full Crash
- 10" Signature Reflector Splash
- 20" RUDE Thin Crash
- 14" Signature Sound Edge Hi-Hat
- 18" 2002 Extreme Crash
- 18" Signature Reflector Heavy Full Crash
- 14" Signature Sound Edge Hi-Hat
- 20" RUDE Thin Crash
- 20" Signature Duo Ride
- 19" 2002 China
- 19" Signature Reflector Heavy Full Crash

### DW Drums
- 12" x 9" Tom
- 14" x 10" Tom
- 16" x 14" Floor Tom
- 22" x 20" Bass Drum

### činely Paiste

#### zleva doprava
- 14" Signature Sound Edge Hi-Hat
- 18" Signature Reflector Heavy Full Crash
- 19" Signature Reflector Heavy Full Crash
- 14" Signature Sound Edge Hi-Hat
- 20" Signature Duo Ride
- 20" 2002 China